# Goodbye (canção de The Corrs)
"Goodbye" é um compacto lançado pela banda irlandesa The Corrs, retirado do álbum Dreams: The Ultimate Corrs Collection. A canção originalmente apareceu no álbum Borrowed Heaven, de 2004.

## Lista de faixas
1. "Goodbye" (2006 Remix)
2. "Goodbye" (Versão original)
3. "Goodbye" (Demo) - cantada por Sharon Corr
4. "Pebble in the Brook" (Instrumental)
5. "Goodbye" (Video)

## Desempenho nas paradas musicais
| Parada              | Melhor posição |
| ------------------- | -------------- |
| Irish Singles Chart | 27             |
| UK Singles Chart    | 108            |